# Alfred Harth
Pour les articles homonymes, voir Harth.
Alfred Harth est un artiste multimédia, multi-instrumentiste et compositeur allemand né en 1949. Il est aussi connu sous les noms d' Alfred 23 Harth et A23H.
En 1971, Alfred Harth résidait en Belgique et de 1989 à 1996 à Paris, Boulevard Diderot.
Il a produit le CD Sweet Paris, en 1990. Il a également composé pour le cinéma, le théâtre, la danse et participé à  des expositions. Il vit en Corée du Sud et à Francfort-sur-le-Main.

## Groupes
- Just Music (1967-1972) - concerts pour un mois au Théâtre Lucernaire, Paris, en 1970, Festival Avignon, Festival Bilzen, (Belgique), Palais des Beaux Arts à Bruxelles, Lp (ECM)   1002
- E.M.T. (1972-1974) avec Nicole Van den Plas, Sven-Ake Johansson - concerts en Belgique etc.
- Duo Goebbels/Harth (1975-1988) avec Heiner Goebbels -  concerts à Paris, Festival International de Musique Actuelle de Victoriaville,(Québec) etc.
- Cassiber (1982-1984) avec Christoph Anders, Chris Cutler, Heiner Goebbels - concerts à Paris, Mulhouse, Lille, Festival Musique Action de Vandœuvre etc.
- Gestalt et Jive (1984-1987) avec Ferdinand Richard - concerts à Festival Musique Action de Vandœuvre, Festival International de Musique Actuelle de Victoriaville Québec) etc.
- Duo Alfred Harth / John Zorn (1987) – concerts au Festival Moers etc.
- Trio Peter Brötzmann / Alfred Harth / Sonny Sharrock (1987)
- Notes On Planet Shikasta (1987) avec Paul Bley, Phil Minton, Maggie Nicols, Barre Phillips - concerts à Festival Musica Viva, Strasbourg etc., Lp "This Earth!" (ECM)  1264
- Vladimir Estragon (1988/9) avec Phil Minton, Ulrike Haage, FM Einheit
- Oh Moscow (1987-) avec Lindsay Cooper, Sally Potter, Phil Minton, Elvira Plenar, Hugh Hopper, Marilyn Mazur – concerts au Festival International de Musique Actuelle de Victoriaville (Québec) etc.
- Trio Trabant a Roma (1992-94), concerts à Festival Musica Viva, Strasbourg, CDR "Le cadran bleu"
- Parcours Bleu a Deux  (1990-1992) avec Heinz Sauer
- QuasarQuartet  (1992/3) avec Simon Nabatov, Mark Dresser/Vitold Rek, Vladimir Tarasov
- Balance Action – un A23H TV-portrait fait à Moscou, International Short Film Festival Oberhausen, 1993
- Golden Circle  (1995) avec David Murray, Fred Hopkins, Dougie Bowne – concert au Festival Francfort-sur-le-Main
- Imperial Hoot (1998-2000) avec Christoph Korn, Marcel Daemgen, Günter Bozem
- Trio Viriditas (2000-2002) avec Wilber Morris, Kevin Norton, concert au Vision Festival New York etc.
- Expedition (2001-) avec Hans Tammen, Chris Dahlgren, Jay Rosen concert à Knitting Factory New York
- LaubhuetteStudio (2002-) à Séoul
- Otomo Yoshihide Ensembles (2004-2007) concerts au Festival Banlieues Bleues Paris, Festival Musique Action de  Vandœuvre, Marseille, Genève, Tours, St. Étienne, Anvers, Gand, Fribourg, MIMI Festival etc.
- 7k Oaks (2007-) avec Luca Venitucci, Massimo Pupillo, Fabrizio Spera – concerts à Festival Hasselt (Belgique) etc.
- Taste Tribes (2008-) avec Günter Müller, Hans-Joachim Irmler – concerts à Geneve etc.